# 난안구

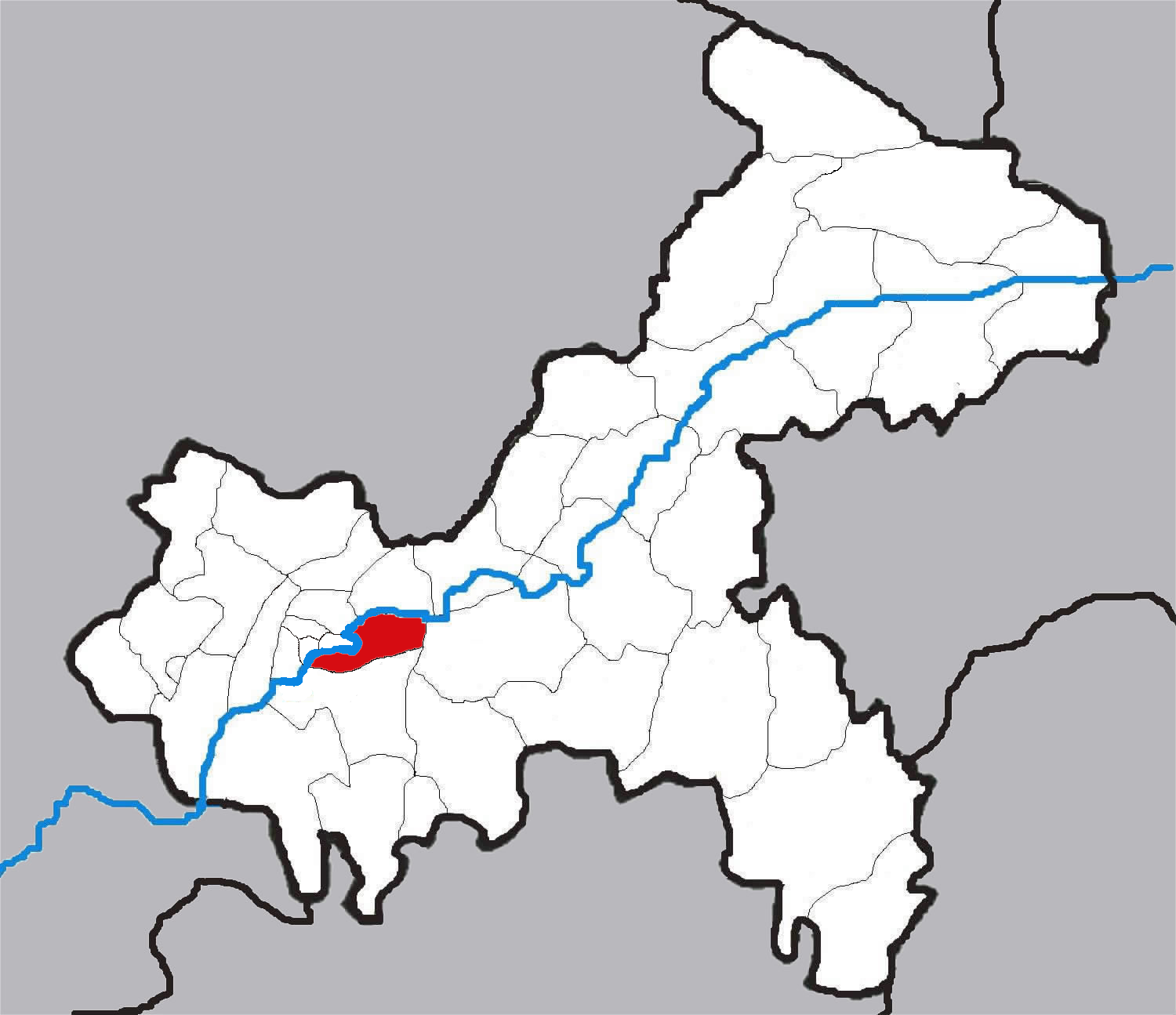
난안구의 위치

난안구(한국어: 남안구, 중국어: 南岸区, 병음: Nán'àn Qū)는 중화인민공화국 충칭시의 행정 구역이다. 넓이는 274km2이고, 인구는 2007년 기준으로 570,000명이다.

## 지리
장강(창강)이 난안구의 북쪽과 서쪽 45km를 굽이쳐흐른다. 강은 난안구와 이웃한 주룽포, 위중, 장베이와 위베이 같은 이웃한 구들과 분리시킨다. 창강의 다리는 다른 지역으로 이동하는 중요한 통로이다. 다른 방편으로 나룻배를 이용하는 방법도 있는데 다리가 지어지기 전까지는 이것이 창강을 건너는 유일한 수단이었다. 난안의 남쪽과 동쪽은 바난과 경계를 맞대고 있다.
연평균 기온은 18.3°C이고 연평균 강수량은 1100mm이다.

## 교육
난안구에는 충칭 우전대학, 충칭 공상대학, 충칭 교통대학 등을 포함한 5개의 대학과 10개 이상의 연구소가 있다.

## 관광
난안은 역사적인 장소가 많기로 유명하다. 난산(南山)은 특히 충칭시의 관(冠)이라 여겨진다. 자운사(慈云寺), 도산사(涂山寺), 노군동(老君洞)은 당나라 초기에 지어진 것이다. 일과수(一棵树)는 충칭의 야경을 감상할 수 있는 멋진 장소이다. 또한 붐비는 도시를 벗어나 자연 속에서 평화를 찾을 수 있는 많은 산책로가 있다.

## 행정 구역
7개 가도, 7개 진을 관할한다.
- 가도：铜元局街道、花园路街道、南坪街道、海棠溪街道、龙门浩街道、弹子石街道、南山街道。
- 진 : 南坪镇、涂山镇、鸡冠石镇、峡口镇、长生桥镇、迎龙镇、广阳镇。